# 賈斯汀·錢柏斯
賈斯汀·錢柏斯（英語：Justin Chambers，1970年7月11日—），是一位美國演員，曾為男性時裝模特兒，他目前在美國ABC頻道的影集《實習醫生》（Grey's Anatomy）中飾演艾立斯·卡瑞（Alex Karev）一角。

## 傳記

### 早期生活
他在1970年7月11日出生於俄亥俄州的春田市，在一個擁有愛爾蘭與德國口音的家庭中長大。他與妻子凱莎（Keisha，前任模特兒經紀人）育有五名子女，分別是：伊莎貝拉（Isabella，1997年出生）、雙胞胎瑪雅（Maya）和凱拉（Kaila，1999年出生），伊娃（Eva，2001年出生）和傑克森（Jackson）。他有一個名為傑森（Jason）的雙胞胎哥哥，以及一個哥哥和兩個姊姊。賈斯汀和他的妻子及小孩最近從紐約市近郊搬到洛杉磯居住。

### 事業活動
錢柏斯在巴黎的地下鐵中被模特兒星探發掘，隨後並參與卡文·克萊（Calvin Klein）的香水活動。他在歐洲、日本和美國進行卡文·克萊和亞曼尼（Armani）的模特兒工作。在他將事業目標轉向演員之後，他搬到了紐約，並在當地的HB工作室學校（H.B. Studios）學習4年的課程。學校提供了一些電視演出機會給他，例如《異世界》（Another World）和《紐約臥底警探》（New York Undercover）。自 2005 年起，主演美國廣播公司電視劇《實習醫生》，他也參與了一些電影的演出，包括《愛上新郎》（The Wedding Planner，2001年，女主角為珍妮佛·羅培茲）、《三劍客》（The Musketeer，2001年）、《Southern Belles》（2005年）、《極道殺手》（The Zodiac，2005年），以及HBO原創電影《瘋狂的盲目》（Hysterical Blindness，2002年）。錢柏斯曾主演CBS电视台的电视剧《铁证悬案》第一季的前三集。在2013年的動畫電影《正義聯盟：閃電俠之逆轉》中，賈斯汀擔任主角巴里·艾倫的配音員。

## 外部連結
- Justin Chambers在互联网电影资料库（IMDb）上的資料（英文）
- Justin Chambers在TV.com